# Euprepina beckeri
Euprepina beckeri är en tvåvingeart som beskrevs av Lamas och Márcia Souto Couri 1998. Euprepina beckeri ingår i släktet Euprepina och familjen svävflugor. Inga underarter finns listade i Catalogue of Life.